# Monuments paléochrétiens de Ravenne
Les monuments paléochrétiens de Ravenne sont un site inscrit au patrimoine mondial par l'UNESCO depuis 1996,. Il regroupe un ensemble de huit édifices construits au Ve et VIe siècles à Ravenne, en Italie.
Ces édifices paléochrétiens forment un ensemble unique. Les mosaïques qu'ils renferment, dans un état de conservation remarquable, fournissent une documentation iconographique exceptionnelle sur le monde byzantin de Théodose Ier à Justinien Ier.

## Édifices inscrits
L'inscription comprend huit édifices religieux distincts. Sept sont situés dans le centre historique de Ravenne ; la basilique Saint-Apollinaire in Classe est érigée dans le frazione de Classe.
| #       | Edifices                              | Superficie (ha) | Zone tampon (ha) | Coordonnées                       | Extérieur | Intérieur |
| ------- | ------------------------------------- | --------------- | ---------------- | --------------------------------- | --------- | --------- |
| 788-001 | Mausolée de Galla Placidia            | 0,01            | 4,5              | 44° 25′ 16″ nord, 12° 11′ 49″ est |           |           |
| 788-002 | Basilique Saint-Vital                 | 0,14            | 4,5              | 44° 25′ 14″ nord, 12° 11′ 46″ est |           |           |
| 788-003 | Baptistère des Orthodoxes             | 0,01            | 4,5              | 44° 24′ 57″ nord, 12° 11′ 50″ est |           |           |
| 788-004 | Chapelle archiépiscopale              | 0,002           | 3,02             | 44° 24′ 56″ nord, 12° 11′ 52″ est |           |           |
| 788-005 | Basilique Saint-Apollinaire-le-Neuf   | 0,17            | 2,92             | 44° 25′ 00″ nord, 12° 12′ 16″ est |           |           |
| 788-006 | Baptistère des Ariens                 | 0,008           | 0,68             | 44° 25′ 07″ nord, 12° 12′ 08″ est |           |           |
| 788-007 | Mausolée de Théodoric                 | 0,014           | 21,6             | 44° 25′ 30″ nord, 12° 12′ 33″ est |           |           |
| 788-008 | Basilique Saint-Apollinaire in Classe | 0,96            | 33,14            | 44° 22′ 49″ nord, 12° 13′ 59″ est |           |           |